# AFC Totton
AFC Totton (celým názvem: Association Football Club Totton) je anglický fotbalový klub, který sídlí ve městě Totton and Eling v nemetropolitním hrabství Hampshire. Založen byl v roce 1886. Od sezóny 2018/19 hraje v Southern Football League Division One South (8. nejvyšší soutěž). Klubové barvy jsou modrá a bílá.
Své domácí zápasy odehrává na Testwood Stadium s kapacitou 3 000 diváků.

## Získané trofeje
- Hampshire Senior Cup ( 2× )
  - 2009/10, 2010/11

## Úspěchy v domácích pohárech
Zdroj: 
- FA Cup
  - 2. kolo: 2011/12
- FA Trophy
  - 3. předkolo: 2008/09
- FA Vase
  - Finále: 2006/07

## Umístění v jednotlivých sezonách
Stručný přehled
Zdroj: 
- 1978–1980: Hampshire League (Division Two)
- 1980–1986: Hampshire League (Division One)
- 1986–2004: Wessex Football League
- 2004–2006: Wessex Football League (Division One)
- 2006–2008: Wessex Football League (Premier Division)
- 2008–2011: Southern Football League (Division One South & West)
- 2011–2014: Southern Football League (Premier Division)
- 2014–2017: Southern Football League (Division One South & West)
- 2017–2018: Southern Football League (Division One West)
- 2018– : Southern Football League (Division One South)

Jednotlivé ročníky
Zdroj: 
Legenda: Z - zápasy, V - výhry, R - remízy, P - porážky, VG - vstřelené góly, OG - obdržené góly, +/- - rozdíl skóre, B - body, červené podbarvení - sestup, zelené podbarvení - postup, fialové podbarvení - reorganizace, změna skupiny či soutěže
| Sezóny  | Liga                                                 | Úroveň | Z  | V  | R  | P  | VG  | OG  | +/- | B   | Pozice |
| ------- | ---------------------------------------------------- | ------ | -- | -- | -- | -- | --- | --- | --- | --- | ------ |
| 2009/10 | Southern Football League (Division One South & West) | 8      | 42 | 32 | 4  | 6  | 105 | 36  | +69 | 100 | 2.     |
| 2010/11 | Southern Football League (Division One South & West) | 8      | 40 | 31 | 4  | 5  | 121 | 35  | +86 | 97  | 1.     |
| 2011/12 | Southern Football League (Premier Division)          | 7      | 42 | 21 | 11 | 10 | 81  | 43  | +38 | 74  | 3.     |
| 2012/13 | Southern Football League (Premier Division)          | 7      | 42 | 15 | 7  | 20 | 62  | 84  | -22 | 52  | 14.    |
| 2013/14 | Southern Football League (Premier Division)          | 7      | 44 | 10 | 7  | 27 | 58  | 119 | -61 | 37  | 21.    |
| 2014/15 | Southern Football League (Division One South & West) | 8      | 42 | 16 | 5  | 21 | 65  | 75  | -10 | 53  | 15.    |
| 2015/16 | Southern Football League (Division One South & West) | 8      | 42 | 14 | 6  | 22 | 73  | 81  | -8  | 48  | 15.    |
| 2016/17 | Southern Football League (Division One South & West) | 8      | 42 | 10 | 9  | 23 | 49  | 86  | -37 | 39  | 19.    |
| 2017/18 | Southern Football League (Division One West)         | 8      | 42 | 19 | 9  | 14 | 65  | 49  | +16 | 66  | 10.    |
| 2018/19 | Southern Football League (Division One South)        | 8      | 38 |    |    |    |     |     |     |     |        |